# Oligonychus longipenis
Oligonychus longipenis är en spindeldjursart som beskrevs av McGregor 1950. Oligonychus longipenis ingår i släktet Oligonychus och familjen Tetranychidae. Inga underarter finns listade i Catalogue of Life.